# レオパレスパートナーズ
レオパレスパートナーズは、レオパレス21のフランチャイズチェーン。

## 概要
平成22年4月2日開始。全156店舗(平成26年5月末現在)。
レオパレスという名称を掲げる店舗は従来の直営店とパートナーズ店に分けられ、両店舗とも全国のレオパレス物件の入居者募集を行えるが、直営店ではレオパレス物件のみの取り扱いであるところ、パートナーズ店ではレオパレス以外の賃貸物件も仲介する事ができる。
レオパレス21の社員独立制度としての側面もあるため、従来から不動産業を営んでいた企業がパートナーズとして営業している店舗のほか、レオパレス21の元社員が独立して立ち上げた店舗も多い。
現在、加盟店の新規募集は行っていない（平成29年11月現在）。